# Рапа

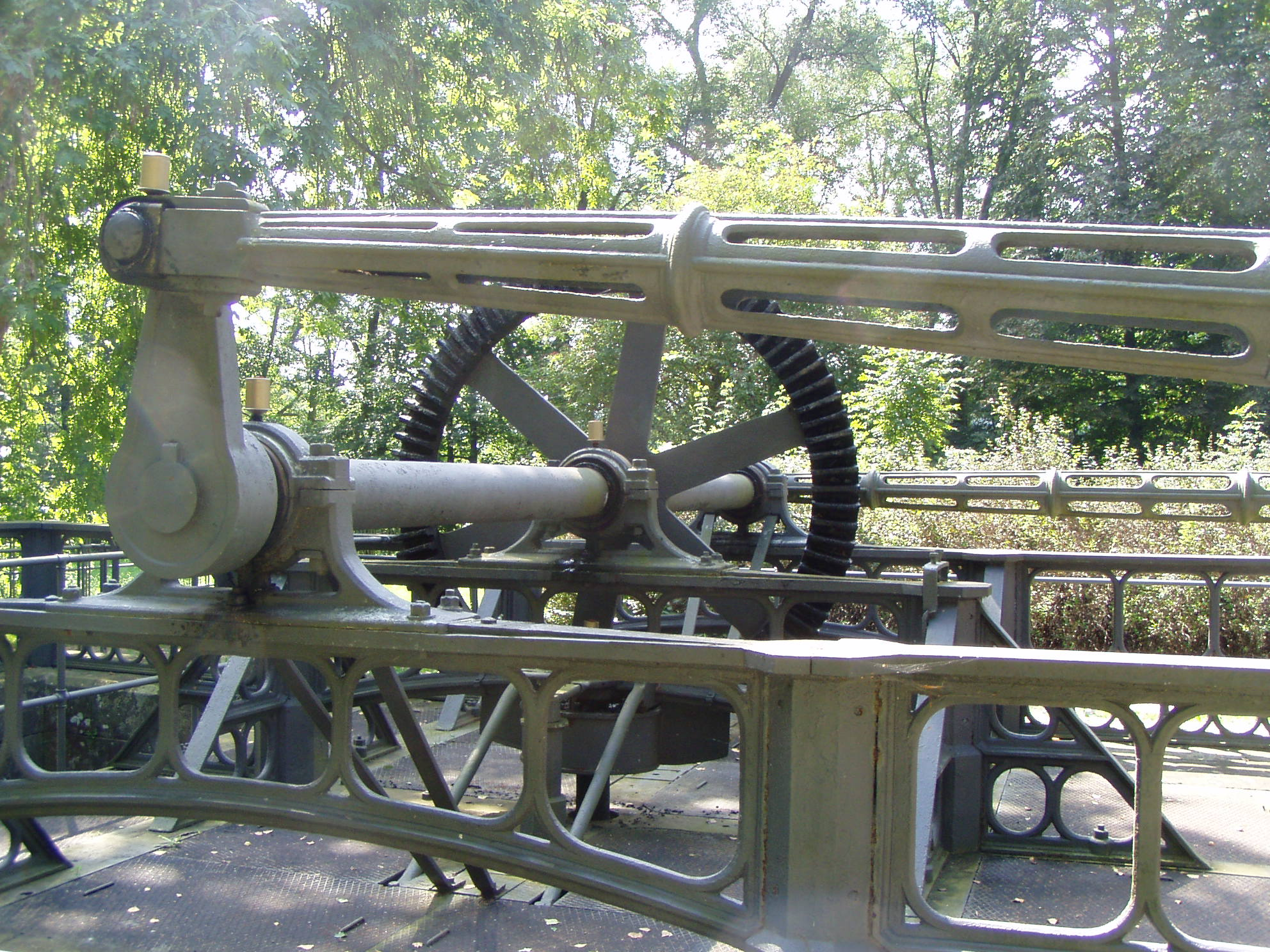
Насос для откачивания рапы в Германии

Рапа́ — высококонцентрированный раствор солей (наиболее часто — NaCl). В окружающей среде встречается в заливах лиманов (бухт), а также в соляных и искусственных озёрах.

## Виды рапы
По химическому составу рапу озёр разделяют на 3 типа: 
- карбонатный;
- сульфатный;
- хлоридный.

Концентрация и состав рапы могут колебаться в зависимости от гидрометеорологических условий в различные времена года и на протяжении многих лет. Также в рапе постоянно происходят различные химические процессы, ведущие к изменению солевого состава. 
В составе рапы присутствуют:
- катионы: натрия, калия, магния, кальция;
- анионы: сульфаты, хлориды, гидрокарбонаты;
- микроэлементы: бром, фосфор, мышьяк, цинк, медь, свинец, никель, серебро;
- а также кремнистая кислота, фенолы, гуминовые кислоты, витамины, гормоны, биогенные стимуляторы, аминокислоты, жирные кислоты, полисахариды.[источник не указан 1737 дней]

## Применение
Рапу используют на грязевых курортах для ванн как в виде самостоятельного курса лечения, так и в комплексе с грязелечением. Купания в сильносолёных мелководных лиманах и озёрах занимают особое положение среди методов лечения для многих курортов.
На побережьях Чёрного и Азовского морей, в степных районах Астраханской — озеро Баскунчак, Волгоградской области — озеро Эльтон, Курганской, Омской, озёра Эбейты и Ульжай, Оренбургской областей, Алтайского, Красноярского краёв многие лиманы и озера пользуются популярностью у отдыхающих, являясь местом отдыха и стихийного лечения. Следует заметить, что рапные купания — полезная и энергично действующая процедура, но медицинского обслуживания там не организовано.
К рапным купаниям следует отнести и купания в Мёртвом море — самом известном солёном озере. Мёртвое море — это бессточное озеро, которое питают подземные источники и воды реки Иордан. На некоторых курортах рапные ванны отпускаются в водолечебницах в разведении пресной водой.